# Picea orientalis Key Kea

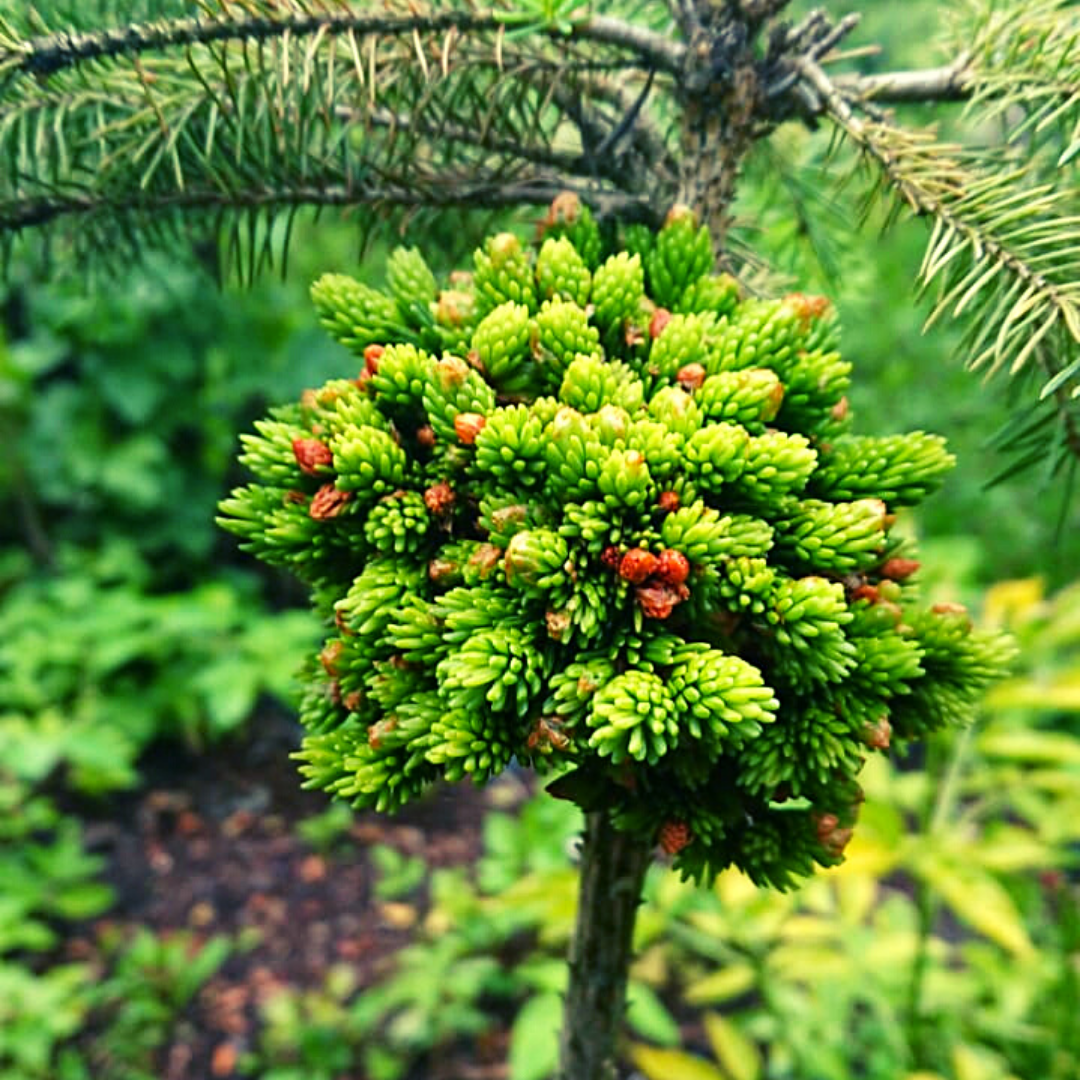
Picea orientalis «Key Kea»

Picea orientalis «Key Kea» — мініатюрна, штучно виведена копія ялини східної, створена на основі структурної аномалії, більше відомої як «Відьмина мітла». «Відьмині мітли» — мутації деревних рослин, новоутворення у кроні дерева, що  мають нестандартно рясне розгалуження.
«Key Kea» знайшли у кроні дерева у Закарпатській області, на висоті 7 м. Діаметр цієї «Відьминої мітли» становив 20 см, висота 15 см.  
Picea orientalis «Key Kea» належить до рідкісних хвойних мініатюр, які не перевищують 1-1,5 м у дорослому віці і навіть за 15-20 років будуть розміром із волейбольний м'яч. Ці хвойні люблять повне сонце та легку напівтінь — за таких умов вони зберігають компактність форми та яскравість хвої.
«Key Kea» вкрай складна для селекції — на культивування цієї мініатюри пішло багато спроб.  Відсоток приживлюваності при щеплені безпосередньо з «Відьминої мітли» WB був в межах 60-70 %, а при перещеплені вже був від 20 до 30 %. При мікроскопічних розмірах хвоїнок, у таких карликових рослин вкрай повільний обмін речовин. Вони не можуть забезпечити динамічний рух соку, для чого їм потрібна допомога підвою. У деяких випадках підвої зберігають усе життя. Через це комерційне поширення мікро-екзотів дуже обмежене і вони дуже високо цінуються колекціонерами.
Хоча «Key Kea» потребує клопіткого догляду і уваги, переваги таких рослин очевидні: вони не потребують формування крони, їх не потрібно обрізати чи стригти. Ці мініатюри самостійно набувають та зберігають компактну форму і через це легко зимують під снігом.
Зустріти такі міні, як «Key Kea» можна у невеликих кам'янистих садиках біля парадного входу в дім, у альпінаріях, у композиціях японського стилю, що імітують сади в мініатюрі. Більшість сортів отримано із «Відьминих мітел», знайдених на хвойних практично усіх видів. Цікаво, що за довгий час культивування «Відьминих мітел», на них виявлені вторинні мітли, розміри яких особливо крихітні. Саме такі перлини цінуються колекціонерами та селекціонерами. Захоплення такими рослинами, як «Key Kea» відносно молоде, але в останні роки набирає колосальної популярності у Європі і в світі.